# Oton od Vermandoisa
Grof Oton (fra. Eudes/Otton; 985./990. – 25. svibnja 1045.) bio je francuski plemić, grof Vermandoisa u srednjem vijeku.

## Obitelj
Oton je bio sin grofa Herberta III. i njegove žene, grofice Ermengarde, čije je podrijetlo nepoznato. Bio je unuk grofa Adalberta I. Pobožnog i njegove supruge, gospe Gerberge od Lotaringije. Oton je naslijedio svog starijeg brata, grofa Adalberta II. od Vermandoisa, koji je abdicirao.
Supruga grofa Otona bila je gospa Pavia (ili Patia). Njihov je sin bio grof Herbert IV. od Vermandoisa.